# Switchh
switchh (Kunstwort aus englisch to switch „wechseln, tauschen“, und HH Kfz-Kennzeichen von Hamburg) ist ein multimodales Verkehrskonzept zur Vernetzung mehrerer öffentlich zugänglicher Verkehrsmittel in Hamburg. Hauptmerkmal sind exklusive Stellplätze für Carsharing-Fahrzeuge. An switchh Punkten können diese abgegeben oder ausgeliehen werden. Größere Anlagen befinden sich meist an Schnellbahn-Haltestellen und haben zusätzlich eine Station für Leihfahrräder und ggf. weitere Einrichtungen. Koordinator und Betreiber von switchh ist die Hamburger Hochbahn mit den Partnern Free2move, SIXT share, Miles Mobility, cambio und StadtRAD.

## Geschichte
Ursprünglich wurde das Angebot für Abonnenten der Hochbahn in Zusammenarbeit mit car2go entwickelt. Dabei sollten die Mietwagen das Angebot neben dem Busverkehr ergänzen. In einer Pilotphase wurden an mehreren U-Bahn-Haltestellen Sonderparkplätze eingerichtet. Für den Regelbetrieb wurden weitere Anbieter in das Mobilitätskonzept aufgenommen.

## Weiterentwicklung
Aufgrund des sehr hohen Parkdrucks wurden in den Stadtteilen Ottensen und Eimsbüttel versuchsweise dezentrale switchh Punkte eingerichtet. Dadurch soll die Anzahl der parkenden Fahrzeuge in dicht besiedelten Quartieren mit Hilfe von Carsharing mittel- bis langfristig zurückgehen. Seit Sommer 2018 sind zahlreiche neue dezentrale switchh Punkte in Planung, die zwei bis vier Parkplätze umfassen. Einige wurden bereits realisiert, wie z. B. Rostocker Straße gegenüber Nr. 20 oder Nernstweg vor Nr. 32.
Bis zum Januar 2020 wurden zahlreiche weitere switchh Punkte in diversen dicht besiedelten Quartieren Hamburgs eingerichtet.

## Kritik
Die Erwartung, eine Ergänzung zum ÖPNV zu schaffen, konnte in der Realität nicht nachgewiesen werden. Bei der Einrichtung von diesen Sonder-Parkplätzen in dichtbesiedelten Quartieren ab 2018 wurde ursprünglich mit Widerstand der Anwohner gerechnet. Nach Ausweisung vieler neuer Standorte werden sie mittlerweile respektiert. (Stand: Januar 2020)

## Rechtliches
Die Hochbahn sorgt für die Erstellung (d. h. Bereitstellung und Gestaltung der Flächen) und Unterhaltung der switchh Punkte, sowie das Marketing. Der Nutzer schließt mit jedem Partner einen eigenen Vertrag ab. Die Hochbahn ist in diesem Fall Vermittler, bündelt und vereinfacht die zum Teil aufwändigen Anmeldungen.
Im Rahmen eines monatlich kündbaren switchh-Abonnements erhält der Nutzer für 8,90 € pro Monat jeweils 20 Minuten bei den Anbietern DriveNow und car2go (Stand: 2018).

### Falschparken
Die switchh Punkte werden regelmäßig von einem externen Dienstleister kontrolliert. Rechtliche Grundlage ist hierfür das BGB und nicht die StVO.
Aus Unwissen werden immer wieder private Fahrzeuge oder von anderen Carsharing-Anbietern dort abgestellt. Zu den angezeigten Vertragsstrafen von 20 € bis 40 € pro Tag kommen Bearbeitungsgebühren des Dienstleisters hinzu.